# Rebel Heart
Rebel Heart es el decimotercer álbum de estudio de la cantante estadounidense Madonna, publicado el 10 de marzo de 2015, por la compañía Interscope Records. Tras concluir la era MDNA, Madonna trabajó en el álbum durante el 2014 y colaboró con varios músicos —como Diplo, Avicii y Kanye West— en la composición y producción de las canciones. Durante el desarrollo del álbum, empezó a subir algunas imágenes de sus sesiones de grabación en su cuenta de Instagram. El hecho de trabajar con un gran número de colaboradores en el disco hizo que la artista tuviera problemas al mantener una buena coherencia y dirección del sonido de Rebel Heart, ya que sus proyectos anteriores habían sido solamente con un pequeño grupo de personas.
Rebel Heart representa las dos diferentes fachadas de la artista, al escuchar al propio corazón y a la vez ser rebelde; los temas surgieron naturalmente durante las sesiones de grabación y composición. El disco es una grabación pop que mezcla una variedad de géneros, tales como el house, trap y reggae de los años 1990, así como el uso de guitarras acústicas y coros góspel. Algunas de las canciones son de naturaleza autobiográfica mientras otras hablan sobre amor, la imagen personal, así como una reflexión de la carrera de Madonna. En el álbum aparecieron como artistas invitados el boxeador Mike Tyson y los raperos Nicki Minaj, Nas y Chance the Rapper.
El lanzamiento del álbum estaba planeado para marzo de 2015, aunado a la publicación del primer sencillo durante el día de San Valentín. Sin embargo, tras una serie inesperada de filtraciones de contenido, Madonna lanzó el apartado del disco en iTunes Store el 20 de diciembre de 2014, con seis canciones disponibles para su descarga. Una investigación por parte de la policía condujo a un israelí a ser arrestado, acusado de violar los derechos de autor por acceder al ordenador de la artista y filtrar su disco. Para promocionar el álbum, Madonna hizo apariciones en varios programas de televisión y presentaciones, incluidas la 57.ª entrega de los Premios Grammy y los Brit Awards de 2015. El resto de la promoción la hizo en su décima gira mundial, Rebel Heart Tour, que empezó en septiembre de 2015 y continuó hasta marzo de 2016, recorriendo América del Norte, Europa, Asia y Oceanía con un total de 82 conciertos. «Living for Love», «Ghosttown», «Bitch I'm Madonna» y «Hold Tight» fueron publicados como sencillos. 
Rebel Heart recibió reseñas generalmente positivas por parte de los críticos musicales; muchos de ellos lo llamaron su «mejor esfuerzo en una década». Encontraron que a diferencia de sus dos anteriores álbumes de estudio, Hard Candy (2008) y MDNA (2012), el álbum fue progresivo en su sonido. Debutó en el segundo puesto en Estados Unidos y el Reino Unido. En la mayoría de los mercados musicales más importantes del mundo, debutó en la cima, incluidos Australia, Canadá, Alemania, Italia, España y Suiza, mientras alcanzó las primeras diez casillas en el resto de las naciones. Hasta marzo del 2016, Rebel Heart había vendido un millón de copias en todo el mundo.
Aunque no alcanzó el éxito de sus anteriores materiales discográficos, con Rebel Heart Madonna estableció varios récords mundiales como ser el acto musical con la mayor cantidad de números uno acumulados en una lista de Billboard, con «Bitch I'm Madonna» al topar la lista Dance Club Songs en 46 ocasiones. Tras la estrategia de publicar seis canciones después de haber sufrido filtraciones, rompió un récord en iTunes por tener los temas ocupando los primeros seis lugares en más de 48 países. La portada de la edición de lujo se hizo popular en los medios sociales resultado de diferentes memes creados en Instagram, Tumblr y Twitter.

## Antecedentes y desarrollo
Tras el lanzamiento de su duodécimo álbum de estudio, MDNA en el 2012, Madonna se embarcó en la gira The MDNA Tour, para apoyar la promoción del disco. Con los espectáculos que la artista ofreció, ella abordó y generó controversias por temas como la violencia, las armas de fuego, los derechos humanos, la desnudez y la política. Por lo cual, la artista recibió amenazas de demandas. Madonna, en respuesta a su molestia, lanzó en septiembre del 2013, un cortometraje dirigido por ella y Steven Klein llamado secretprojectrevolution, que trata de la libertad artística y los derechos humanos. El cortometraje también puso en marcha una iniciativa global llamada «Art for Freedom» para promover la libertad de expresión. Madonna confirmó en el artículo de portada de L'Uomo Vogue en mayo de 2014 que el álbum estaría conectado con «Art for Freedom»; dijo que tenía que estar comprometida con la iniciativa, ya que, indicó «a este punto, ya no hay vuelta atrás. Este es mi rol en el mundo, mi trabajo como artista. Tengo una voz y tengo que usarla».
En diciembre del 2013, el mánager de Madonna, Guy Oseary, comentó que la cantante estaba «ansiosa por empezar» su siguiente álbum. Sin embargo, ella tenía otro proyecto en mente, era el de desarrollar el guion de la novela de Andrew Sean Greer, The Impossible Lives of Greta Wells. La artista decidió dividir su tiempo entre la escritura del guion y el escribir canciones para el nuevo álbum. En febrero de 2014, Madonna confirmó que ya había empezado a trabajar en su decimotercer álbum de estudio, al decir que estaba «en el proceso de comunicarse con varios co-escritores y productores y hablar acerca de dónde quería ir con su música». Pero se abstuvo de divulgar el nombre de los colaboradores, diciendo que era «ultra secreto».
De todas formas, trabajar con tantos colaboradores significó un problema para Madonna de mantener cohesión con el sonido y la dirección de Rebel Heart, ya que sus trabajos previos fueron realizados solamente con un reducido grupo de personas desarrollando la música. Ella observó que mucha de la gente joven que convocó no se quedaría en una ciudad al mismo tiempo debido a sus proyectos diferentes, dando como resultado que Madonna no terminara las canciones. Aunque de este modo tendría un montón de ideas, era una «caótica manera de trabajar» para la cantante debido a problemas de horarios entre el equipo. «Por lo que yo era la única parada ahí con un portapapeles, diciendo "¡está bien!" más o menos como una profesora de escuela», admitió.

## Grabación
En marzo de 2014, Madonna empezó a publicar imágenes donde dio pistas de posibles escritores y productores para el álbum. Primero publicó sobre su deseo de ir al estudio de grabación con el disc jockey y productor sueco Avicii, seguido de una imagen de ellos unos días después, con el pie de foto «¡el fin de una larga semana con el líder vikingo alias Avicii! ¡tantas buenas canciones!». El productor sueco Carl Falk le comentó a los agentes de Dagens Nyheter en abril de 2014 sobre las sesiones con Madonna y Avicii. Mencionó que once demos fueron grabadas en una semana en Henson Recording Studios en Hollywood con guitarras acústicas y un piano. Un personal de seis personas fueron seleccionadas por el mánager de Avicii, Arash «Ash» Pour Nouri para colaborar en las sesiones. Fueron divididos en dos grupos; el primero formado por Salem Al Fakir, Vicent Pontare y Magnus Lidehäll; Avicii trabajó con ambos grupos para crear los demos. Madonna llegaba al estudio en la tarde y se quedaba cuanto fuera necesario, a veces hasta las 7 de la mañana. Trabajó muy cercanamente con ambos equipos mientras escribía, cambiando melodías y estaba a cargo del proceso. De acuerdo con Falk, Madonna «sabía exactamente qué quería. Mientras ella era abierta a todo, nosotros podíamos proponerle ideas de acuerdo a la manera en que escribimos canciones y melodías... fue una colaboración muy fructífera».
Tiempo después, Madonna publicó la imagen de una puesta de sol con las palabras «Rebel Heart» en ella, y una leyenda al pie de la imagen, por lo que los medios de comunicación lo interpretaron como la letra de una canción. Otras imágenes que la artista publicó fue junto con la cantante Natalia Kills delante de un micrófono, y también con Martin Kierszenbaum, el fundador y presidente de Cherrytree Records y ejecutivo sénior de A&R en Interscope Records, el sello al que Madonna pertenece. A mediados de abril del 2014, también reveló los nombres de los compositores Toby Gad y Mozella, así como del productor Symbolyc One a través de una imagen grupal en el estudio de grabación publicada en su cuenta de Instagram. Días después, la lista del personal se extendió al incluir el productor Ariel Rechtshaid y el ingeniero de sonido Nick Rowe. En una entrevista con Sirius XM Radio, Kierszenbaum describió el proceso de grabación de la siguiente manera:

«Fuen un gran honor. Madonna nos invitó a unirnos y escribir con ella para su próximo proyecto. Nos los pasamos muy bien. Se suponía que íbamos a estar en el estudio sólo un par de días. Amablemente nos invitó a quedarnos un poco más, así que terminamos escribiendo unos cuantos temas más. No sabemos cuáles estarán en el álbum. Fue un completo honor. Nos lo pasamos de miedo[...] Madonna es muy musical. Para mí, y siendo un gran fan desde hace mucho, fue muy emocionante escuchar su voz en la habitación, justo al lado mío, sonando exactamente como todos esos discos que tanto nos gustan. Es un placer trabajar con ella, porque está muy en sintonía con lo que ella es y lo que quiere cantar».

En mayo de 2014, Madonna publicó una selfie mientras ella está hablando con el DJ estadounidense, Diplo. Madonna le había invitado a la fiesta anual del Óscar, pero Diplo no pudo asistir. Con el tiempo, ambos comenzaron a hablar sobre música a través de textos y decidieron colaborar en el álbum. Juntos, escribieron y grabaron siete canciones. En el proceso, Madonna le dio permiso a Diplo de generar ideas y de ahí, que él dijo: «Me encanta cuando un artista da un productor la confianza que necesita para trabajar con ellos, y Madonna estaba muy abierta a mis ideas». Una canción fue compuesta a cabo de un gancho que la artista había cantado en el estudio, y Diplo lo describió como «super raro». Otra canción (más tarde confirmada como «Living for Love»), tenía casi 20 versiones que iban desde una balada de piano a una composición de música dance. Al final, ambos dejaron el resultado final en una versión intermedia. Rechtshaid y el cantante MNEK se unieron para mejorar la estrofa de la canción. Diplo también confirmó la pista de «Bitch I'm Madonna». Tanto Alicia Keys como Ryan Tedder confirmaron que habían colaborado en el álbum, en la composición de «Living for Love» con el piano.

## Portada y título
La portada de Rebel Heart, donde Madonna aparece con el rostro intercruzado con cables negros, se hizo popular en los medios sociales resultado de diferentes memes creados en Instagram, Tumblr y Twitter. Aficionados empezaron a crear sus propios covers con los cables negros, y crearon memes con el rostro de otras celebridades, incluidas Britney Spears, Michael Jackson, Homer Simpson, Jim Carrey, Marlon Brando y El Grinch.
Madonna transmitió muchas de las imágenes en sus cuentas de redes sociales. Sin embargo, tres de ellas, las de Martin Luther King, Nelson Mandela y Bob Marley con los mismos cables alrededor de sus caras, fueron duramente criticados por considerarseles «de racismo y una falta de respeto». Después de subir las fotos, la artista explicó al día siguiente, que ella se sintió halagada por la comparación de estos personajes y también relegada así misma como una «luchadora por la libertad».
En cuanto al título del disco, Sebas Alonso (Jenesaispop) comentó que «puede que Rebel heart sea el disco mejor titulado de la carrera de Madonna. En este sencillísimo nombre, la cantante se define a la perfección. Cualquier disco de ella podría haberse llamado Rebel heart: incluso los más fiesteros, underground o los más personales con una parte ligeramente más social».

## Publicación y filtraciones
| «¡Esto es violación artística! Estos son demos filtrados, la mitad de los cuales ni siquiera estará en mi álbum, y la otra mitad ha cambiado y evolucionado. Esto es una forma de terrorismo... Obviamente hay una persona, o un grupo de personas detrás de esto que esencialmente practicaron terrorismo conmigo. No quiero sonar alarmista, pero ciertamente así es como me sentí. Una cosa es que alguien entre a tu casa y robe una pintura de tu pared: eso también es una violación, pero tu trabajo, como artista, es devastador. Soy una persona artística, soy muy expresiva. Pido disculpas si las palabras alarman a las personas, pero así es como se sintió. No fue un acuerdo consensuado. No dije "Oigan, aquí está mi música, y está terminada". Fue un robo».——Madonna en entrevista con Alexis Petridis de The Guardian. |

En mayo de 2014, el fotógrafo Mert Alas posteó en su cuenta de Instagram que estaba escuchando el álbum, pero la revista Billboard aclaró que Madonna se encontraba en proceso de grabación en la ciudad de Los Ángeles. Más tarde se publicó una muestra de 50 segundos de una canción en versión instrumental en donde los medios de comunicación afirmaron era parte del nuevo disco, pero era en realidad, «We Are Superstars» del disc jockey holandés, Sander Kleinenberg. Guy Oseary, representante de Madonna, anunció que la cantante esperaba lanzar el álbum en el 2015. Sin embargo, el 28 de noviembre del 2014, dos canciones fueron filtradas en Internet, tituladas «Rebel Heart» y «Wash All Over Me»; Oseary posteó un tuit donde pidió ayuda para encontrar a los responsables. El 17 de diciembre del mismo año, se filtraron un total de 13 canciones, con una portada que sugería el título del álbum sería Iconic. La artista aclaró que los temas eran muestras de las primeras sesiones de grabación y comparó la filtración como una «violación artística». También dijo en una entrevista a Billboard, que tanto ella como su equipo intentaron rastrear al autor de las filtraciones, pero en última instancia decidieron publicar las versiones terminadas de algunas canciones. Referente al ciberataque a Sony Pictures el mismo año, la artista criticó el uso de doble filo en Internet y explicó que el incidente la llevó a asegurar su computadora portátil, unidades de disco duro y la desactivación de su modo Wi-Fi. «Quería planificar todo de antemano. Lanzar el sencillo, grabar un vídeo, empezar a hablar de mi disco. Y ya sabes, prepararme para el lanzamiento de todo el álbum y tener cada cosa en su momento justo» recalcó Madonna.
El 20 de diciembre del 2014, el álbum se puso a la preventa en iTunes Store. Cuando se le ordenaba, seis canciones (cinco en el Reino Unido) estuvieron a disposición de los usuarios de forma gratuita. Madonna afirmó que era como un regalo de Navidad adelantado. También aclaró que el álbum sería publicado el 10 de marzo del 2015. Originalmente, «Living for Love» estaba destinado a servir como primer sencillo del álbum. Sería lanzado en el día de San Valentín. No obstante, debido a las filtraciones el lanzamiento se aceleró. Después de discutirlo y analizar los pros y en contras, con la ayuda del vicepresidente de Interscope, Steve Berman y Robert Kondrk de Apple Inc, se pudo lanzar la preventa del álbum en la semana de Navidad, ya que iTunes cerraba el fin de semana durante esa festividad. Las seis canciones que Madonna eligió debían estar terminadas, y dado que los productores de las pistas no estaban disponibles en el momento, la artista llegó a masterizarlas por su propia cuenta. El lanzamiento del álbum se le comparó con la publicación sorpresa del álbum Beyoncé. Aun así, las filtraciones continuaron con 14 muestras siendo reveladas entre diciembre 23 al 27. Tres nuevos temas estuvieron disponibles para el público —«Hold Tight», «Joan of Arc» e «Iconic»— después de la presentación de Madonna en los premios Grammy.
La lista final de canciones para Rebel Heart fue revelada el 20 de enero del 2015 con los nombres de los temas para la versión de lujo y estándar del álbum. Un día después, la policía israelí arrestó a un hombre, sospechoso de filtrar el álbum de Madonna y de otros músicos. En estrecha colaboración con el FBI, Lahav 433, una organización paraguas para combatir el crimen en Israel había conducido una investigación de un mes desde que las filtraciones ocurrieran. Aunque la policía israelí evitó revelar el nombre del sospechoso, los medios lo identificaron como Adi Lederman, quién participó en la competición de canto, Kokhav Nolad, en su décima temporada. Como la edición de lujo fue filtrada en su totalidad, Lederman fue acusado por el tribunal de magistrado israelí por cuatro cargos de violación a los derechos de autor y sentenciado finalmente, a 14 meses de prisión en Tel Aviv. También se reveló que él había filtrado la muestra de «Give Me All Your Luvin'», perteneciente al álbum de 2012, MDNA.

## Recepción crítica
Rebel Heart recibió reseñas generalmente positivas por parte de los críticos musicales y el público en general. En Metacritic el álbum obtuvo una calificación promedio de 68 de 100, basada en 29 evaluaciones, lo que indica «críticas generalmente favorables». En AnyDecentMusic? el álbum recibió una puntuación de 6.3 de 10 sobre la base de la recolección de unas 32 críticas.
Uno de los primeros en reseñar el disco fue Ben Kelly de la revista Attitude quien dijo que «cada uno tiene su propia opinión de lo que Madonna debería hacer, lo que significa, inevitablemente, que no todo el mundo estará de acuerdo con esta entrega». El crítico musical Joey Guerra para el Houston Chronicle lo describió como un «complejo, fuerte y consistente álbum». Sal Cinquemani de la revista en línea Slant lo consideró «sorprendentemente coherente». Las mayoría de las reseñas por los críticos, se centraron en Madonna y la retrospectiva de su longeva carrera en la industria musical aunado a su continua reinvención y producciones pasadas. Así, Raúl Guillén del sitio Jenesaispop le dio una calificación de 8 sobre 10 y comentó:

«Lo que siempre distinguió a Madonna de otras cantantes pop es que sus mejores obras llegaron cuando corrió riesgos y se desmarcó de lo cómodo o lo previsible, acercándose a artistas y creadores rompedores que le hacían ir un paso por delante. Rebel Heart es otro de esos discos, no original ni rompedor, pero que fagocita a la perfección las últimas tendencias (e incluso las próximas) para modelarlas a su conveniencia».

Caryn Ganz de Rolling Stone dijo que «Rebel Heart representó una oportunidad para que la Reina del pop reflexione sobre cómo ella ha tallado cuidadosamente un camino que otros felizmente han perreado en los años transcurridos desde su debut en 1983». Finalizó su reseña diciendo que «en el fondo, Madonna tiene un corazón rebelde —y no [podemos] culparla por recordarnos que la música pop es un tanto mejor por ello—». En armonía con este punto, Andrew Unterberger de la revista Spin, mencionó que «como la mujer que reinventó y en última instancia definió el estrellato pop, Madonna entiende la primera regla de ella mejor que nadie: Nunca tengas miedo de hacer el ridículo». Sin embargo, Darío Prieto del periódico El Mundo dijo que la cantante había terminado creando en su carrera de tres décadas, una «sátrapa del pop» y que el álbum contiene una «excesiva duración» y «muchos temas de relleno».
| «Hay algo de arriostramiento sobre la insistencia de Madonna de pertenecer en el mismo lugar en el que ha estado durante más de 30 años —a la vanguardia del pop mainstream, afirmando su supremacía sobre cualquier persona que se atreva a desafiarla— y es algo impresionante por su firme negativa al no hacer el tipo de cosas que todos los demás artistas de cuatro décadas en carrera hacen; ningún álbum que cobardemente intenta recrear el sonido de sus primeros trabajos más queridos. Ella puede venir con canciones que son a la vez maduras y reflexivas y funcionan como fantástica música pop, y son aún más potentes porque suenan como si fueran hechas totalmente en sus propios términos».—Alexis Petridis de The Guardian. |

La producción del álbum fue otro de los puntos que resaltó la prensa, como Neil McCormick de The Telegraph quien dijo que «Madonna suena relajada y confiada, cantando con la dulzura y frescura de su juventud, pero con un mayor logro técnico». El editor del diario The Independent, Andy Gill expresó que el «factor más impresionante de Rebel Heart es la interpretación vocal de Madonna». Elysa Gardner para USA Today describió las letras y el sonido del álbum como «penetrantes y directo». Greg Kot en la reseña del álbum para el Chicago Tribune comentó que el disco hubiese sido mejor sin las referencias sexuales en las canciones, pero aun así lo considera como «fascinante». Por su parte, Randall Roberts de Los Angeles Times expresó que es destacado por su producción. Ambos autores le dieron una calificación de 3 estrellas sobre 4. En el caso de Joe Levy en su reseña publicada en Billboard elogió la participación de los 14 productores y apuntó que «todavía suena exactamente como un disco de Madonna». Por último, Jamieson Cox de la revista Time lo elogió por ser «coherente en su sonido y producción», así como la capacidad vocal y de composición de la intérprete.
Algunos especialistas notaron el enfoque autorreferencial de la intérprete en el disco, algo que la mayoría de los críticos comentaron positivamente. Agustín Gómez Cascales de Shangay Express dijo que «parte del álbum es una "loa" a sí misma, que en absoluto le hace justicia». El crítico musical para Allmusic, Stephen Thomas Erlewine dijo que «ella está permitiendo que su pasado se mezcle con su presente, lo que le hace parecer humana aunque algo grandiosa al mismo tiempo». De manera similar, James Reed del The Boston Globe opinó que «[es] su esfuerzo más satisfactorio en una década y [tiene la] agilidad que conecta los puntos entre diversas épocas y formas de [su carrera]». Denisse Espeje de la revista Vice señala que «Rebel Heart se presenta como un episodio de reminiscencia a lo que Madonna alguna vez fue... a manera de un sello de agua lírico que no pareciera tener fecha de vencimiento».
Otro de los puntos en donde la crítica coincidió, fue considerar de Rebel Heart el mejor disco de Madonna en una década, tras los aparentes fracasos musicales de Hard Candy (2008) y MDNA (2012). En este punto, el equipo de redacción de Televisa señala que «es ideal para levantarse de la caída musical de su anterior disco» y que además, «[Madonna] deja claro que el pop es definitivamente su género». Por parte de Kyle Anderson y Adam Markovitz de Entertainment Weekly, es el mejor álbum de la artista desde Music (2000).

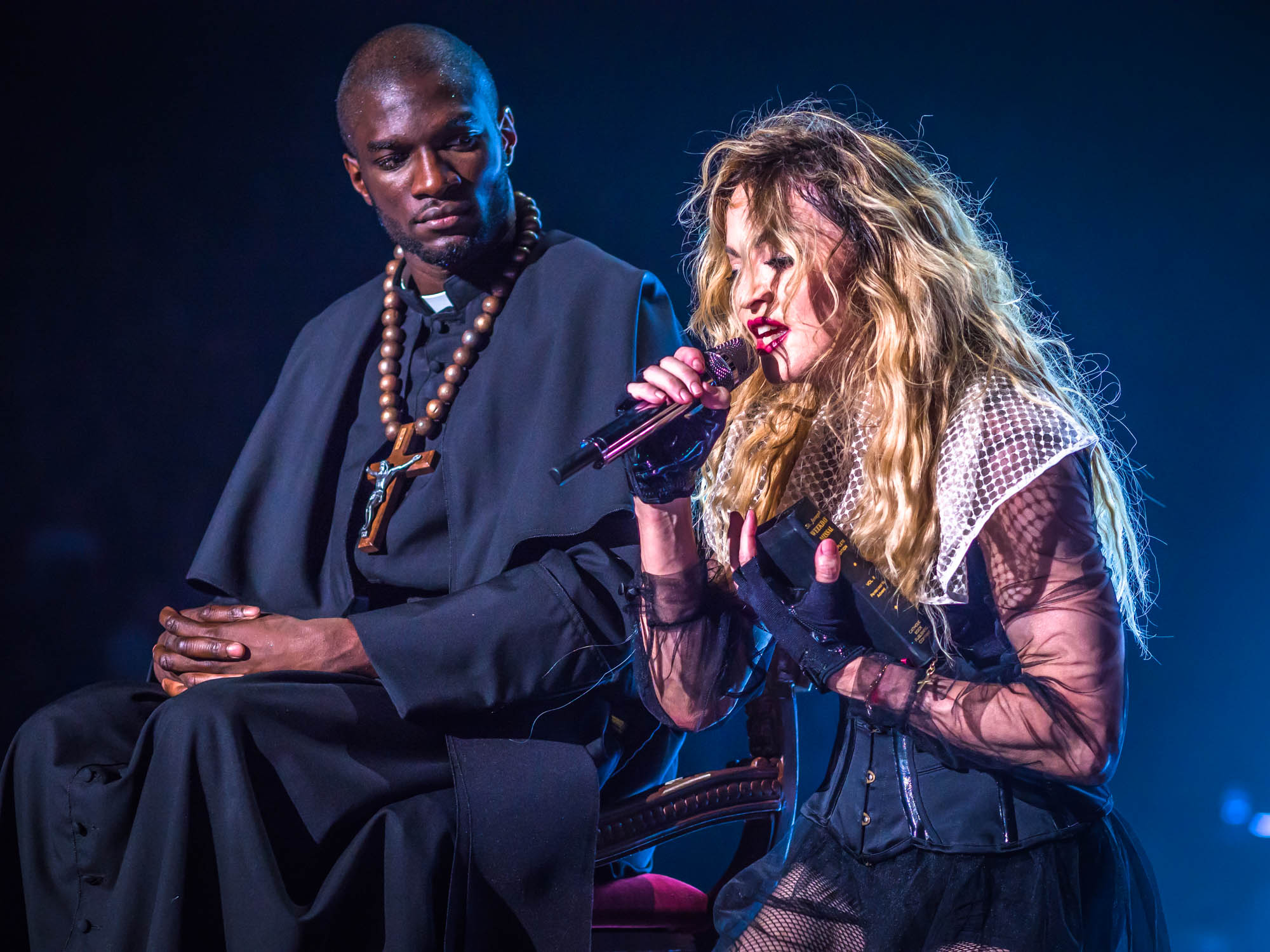
Madonna en el Rebel Heart Tour. Las capacidades de composición y vocales de Madonna, fueron muy bien recibidas por los críticos musicales.

La cantidad de temas incluidos en el disco, dividió algunas opiniones entre los críticos. En el caso de Alexis Petridis de The Guardian quien dio una crítica mayoritariamente positiva pero del punto sugiere que «obviamente, no hay razón para que un disco no puede contener tanto», pero aquí, una de las razones es «la música de la que Madonna se siente obligada a hacer». Un poco similar, Nick Levine de Time Out escribió que «es una colección disparatada e interminable que está pidiendo ser condensada en listas cortas». Lindsay Zoladz en la revista de cultura y política New York dijo que «Rebel Heart no es exactamente la entrada más cohesiva en el catálogo de Madonna».
Las críticas más negativas se centraron hacia el enfoque de público y comercial del disco. Así, Lydia Jenkin del The New Zealand Herald le dio una calificación baja y etiquetó al álbum como «confuso». Uno de los puntos que Jenkin argumentó es que «en lugar de presentar una declaración de empoderamiento, Rebel Heart es un poco desordenado... En realidad, no suena como la Madonna que reinventa[...] es como un montón de personas escribiendo música para alguien mucho más joven». Por último, Gavin Haynes de New Musical Express (NME) se sintió decepcionado y apuntó que «el álbum es como una oportunidad perdida». Óscar García Blesa de Efe Eme en una reseña ambivalente dijo que «aquí, por primera vez en su carrera, Madonna se enfrenta a la delicada tarea de descubrir quiénes son en realidad sus fanes», pero dijo que en el disco, la artista «ofrece buenas dosís de energía juvenil».

## Recepción comercial

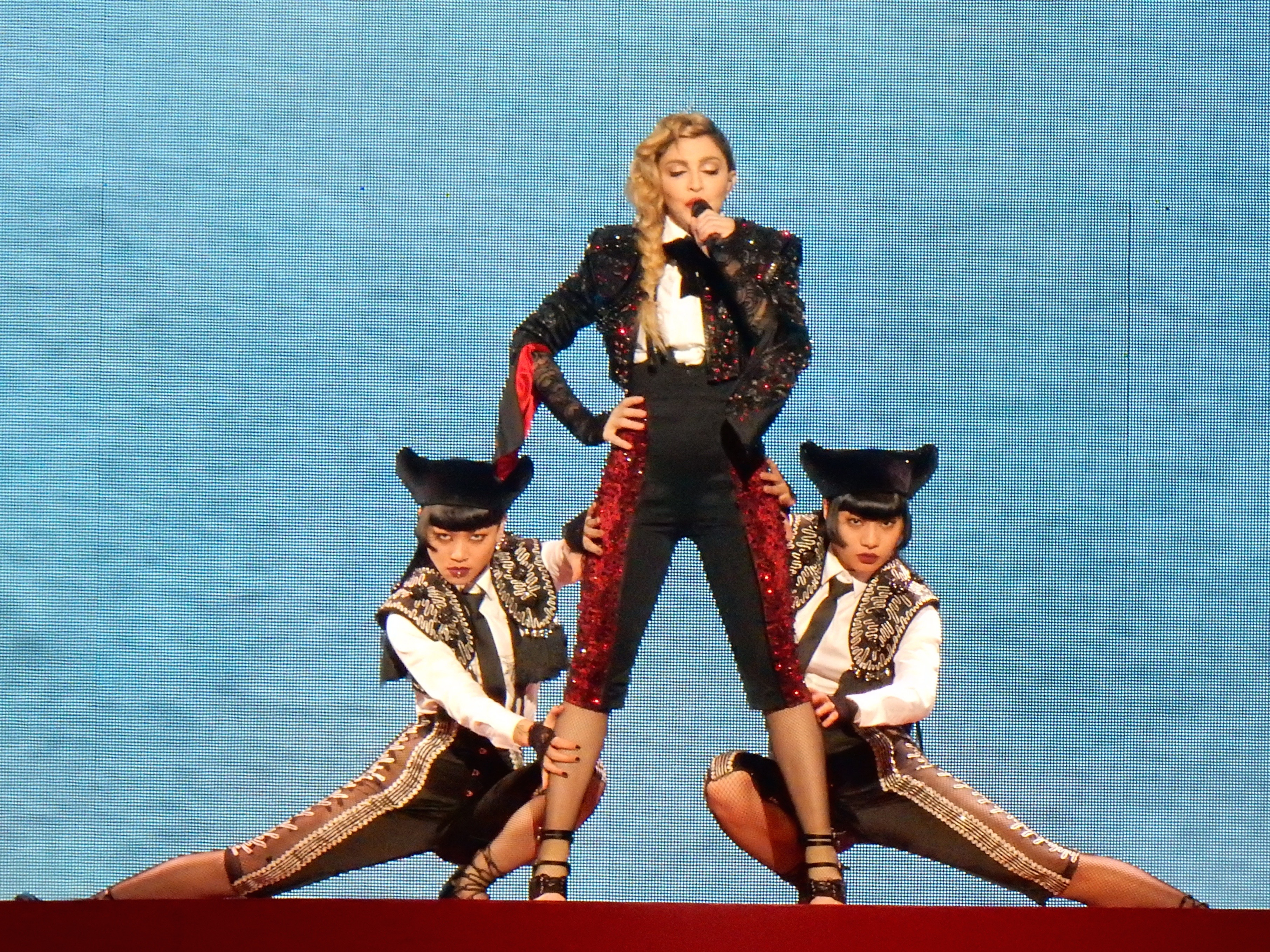
Madonna durante la interpretación del sencillo principal, «Living for Love». Tras su lanzamiento, el tema se ubicó número uno en 90 países en las listas de iTunes.

De acuerdo con Andrew Hampp de Billboard, las pre-órdenes de Rebel Heart recibieron una cálida recepción comercial luego de ser lanzado en iTunes en todo el mundo. En los Estados Unidos, tres de las seis canciones primeramente lanzadas debutaron en la lista de Billboard Dance/Electronic Songs el 3 de enero del 2015 —«Living For Love», «Bitch I'm Madonna» y «Unapologetic Bitch»— a pesar de estar disponibles por 2 días. Los seis temas vendieron un total de 146 000 descargas digitales de acuerdo con Nielsen SoundScan. Para entonces, se estimaba que las pre-órdenes del álbum podrían ser alrededor de 50 000 a 60 000 copias de acuerdo a las pronosticaciones de la industria. Finalmente, Rebel Heart debutó en el número 2 en la lista Billboard 200 con 121 000 unidades equivalentes a ventas de álbum, detrás de la banda sonora de la serie de televisión Empire. Aunque fue el disco más vendido de la semana con ventas puras de 116 000 copias (96% de las unidades totales), quedó detrás de la banda sonora en cuanto a reproducciones y ventas de canciones equivalentes a unidades de álbum, con solo 1000 y 4000 respectivamente. Este lo convirtió en el disco número 21 de Madonna en colocarse entre las 10 primeras posiciones de la lista, pero fue su primer álbum de estudio en no conseguir la primera posición desde Ray of Light en 1998. La opción del paquete de disco por un boleto incluido de la gira Rebel Heart Tour, fue menos de 10 000 ejemplares en comparación a las 180 000 copias vendidas para el MDNA en 2012. El lanzamiento del álbum hizo que Madonna debutara en el número 7 de la lista Billboard Artist 100 subiendo por 2,919% en la lista y ganando 31% en la actividad de los medios sociales. En Canadá, el álbum debutó en el número uno de las lista de álbumes canadiense con ventas de 18 000 copias en la primera semana. Con esto, se convirtió en su séptimo disco número uno desde que empezó a operar el sistema SoundScan. En la segunda semana, Rebel Heart descendió 19 casillas en el Billboard 200, mientras que en Canadá solamente una posición. Billboard informó que las ventas cayeron hasta en un 78% (26 000 unidades), debido a las altas pre-órdenes durante la primera semana. El álbum fue gradualmente descendiendo en las próximas dos semanas, hasta la quinta cuando subió desde el escalón 57 al 41 gracias a la aparición de Madonna en el programa The Tonight Show con Jimmy Fallon. Rebel Heart estuvo presente en las listas de popularidad durante 10 semanas, antes de finalizar el año 2015 en la posición 151 del Billboard Year-End.
En el Reino Unido, la Official Charts Company reportó que Rebel Heart vendió más que sus competidores cercanos en una proporción de 3,1 después de estar 24 horas a la venta. Sin embargo, el disco In the Lonely Hour de Sam Smith a último minuto se apoderó de la casilla número uno, y Rebel Heart debutó en el puesto dos con una diferencia de 12 000 copias. Se convirtió en el primer álbum de estudio de Madonna en perder la cima desde Bedtime Stories que también debutó en el número dos en 1994. El álbum vendió 37 245 copias, incluyendo 416 de streaming, convirtiéndose en la semana de menos ventas para un álbum de estudio de la cantante. Sin embargo, ella extendió su liderazgo como la artista femenina de mayores ventas del siglo XXI en el Reino Unido, con unas ventas acumuladas de 7,65 millones de copias. En la segunda semana, el álbum descendió a la posición 7, con una declinación de 67,46% en ventas, pasando de 11 983 unidades. Para junio de 2015, había vendido 76 490 unidades; en noviembre de 2020, recibió un disco de oro por la British Phonographic Industry (BPI) tras alcanzar la cifra de 100 000 ejemplares. En Alemania, el disco debutó en la cima de la lista de álbumes, convirtiéndose en su duodécimo número uno en ese territorio. Así, Madonna superó a The Beatles y Robbie Williams como el acto extranjero con más álbumes en esa posición en la historia de Alemania e igualó a Herbert Grönemeyer en la clasificación general en el puesto tres, solo por detrás de Peter Maffay y James Last con 16 y 13 respectivamente. En Francia, el álbum debutó en el número tres de la lista de SNEP, con ventas de 17 000 ejemplares en solamente tres días. Rebel Heart también debutó en el puesto uno en las listas de Austria, Bélgica (Flandes), la República Checa, Hungría, Italia, Países Bajos, Portugal, España y Suiza, así como en el top diez en el resto de los países del continente Europa.
En Australia, Rebel Heart debutó en la cima de la lista nacional de álbumes con ventas de 6 962 copias, convirtiéndose en su disco número 11 que alcanza esa posición. De esta forma, Madonna empató con la banda U2, como el acto con más álbumes número uno desde que la ARIA se estableció en 1983. Se convirtió en la semana número 19 para Madonna en la cima de las listas australianas, ubicándose así en el número 24 entre la lista de artistas con más semanas acumuladas en el número uno. Sin embargo, en la segunda semana el álbum descendió hasta el puesto 18 y vendió únicamente 1 312 copias. En Nueva Zelanda, el disco debutó en la posición 7 de la Official New Zealand Music Chart. En Japón, el álbum debutó en la casilla número 8, con 7 548 copias físicas. Para entonces, se convirtió en el disco número 23 de Madonna en entrar en el top diez del territorio. También ingresó a la posición número uno de la lista internacional Oricon. En Corea del Sur, el lanzamiento de Rebel Heart le proporcionó a Madonna dos entradas en el top diez, con la edición de lujo en la casilla número uno y la estándar en el puesto 7 de la Gaon Chart. Hasta inicios de mayo del 2015, Rebel Heart había superado las 650 000 copias en todo el mundo.

### Controversia
Tras su lanzamiento, Rebel Heart se ha convertido en el álbum con ventas más bajas en toda la carrera de Madonna. Los medios han hecho comentarios de escrutinio al respecto, y uno de los análisis es el de la revista New Musical Express (NME) quienes dijeron que aparte de ser el menos vendido de la artista en Estados Unidos en 20 años, esto «quizás se deba a las filtraciones que sufrió». Otro de los factores que la industria y los medios de comunicación notaron fue el acoso que Madonna sufrió en las redes sociales por su edad. Como lo menciona Sian-Pierre Regis de About.com, donde además se dejó de emitir música de la artista en la radio británica BBC 1. Agustín Gómez Cascales de Shangay Express lo llamó el lanzamiento más atribulado de Madonna y del pop en general.
El contribuidor de Forbes, Hugh McIntyre mencionó que «el nuevo álbum de Madonna es un fracaso comercial». Al respecto, dijo que «después de varias décadas y trece álbumes, parece que Madonna finalmente tiene un verdadero fracaso en sus manos», ya que un segundo lugar para una artista masivamente popular como ella, no es bueno. El autor de referencia mencionó también que los fanes y la industria musical en sí, quedaron sorprendidos al ver debutar en segundo lugar un álbum de Madonna, algo que no se veía desde hace más de 20 años. Sebas E. Alonso del portal Jenesaispop escribió que «la prensa y el público minimizan los aciertos de Madonna y maximizan sus fallos». De ahí que el autor recalcó que «tiene muy difícil el camino de qué elegir porque de ella se espera siempre mucho más que algo "aceptable", "bueno" o "medio moderno" o "moderno a medias"». El autor del periódico español, El País José Confuso mencionó como número uno, sus problemas personales, como la disputa de la custodia de su hijo Rocco Ritchie con el británico, Guy Ritchie.
Omar Ramos del periódico mexicano el Milenio comentó retrospectivamente con una pregunta de ¿por qué Madonna sigue importando? ¿Por qué impacta?. Así, el autor mencionó que «mientras las giras de Madonna sean un éxito, hablar de un fracaso es ridículo [...] No hay mujer con un espectáculo así».

## Promoción

### Presentaciones en directo
Madonna confirmó su aparición en la entrega de los Grammys el 8 de febrero de 2015; Guy Oseary, su mánager aclaró que la cantante también actuaría en la ceremonia. La artista interpretó el primer sencillo «Living for Love», con un traje de luces de una sola pieza en color rojo, rodeada de bailarines masculinos como minotauro similares al vídeo musical del tema. La revista Forbes dio reporte de que la actuación de Madonna fue lo más visto durante esa noche. Su esfuerzo de cantar sin Auto-Tune durante la coreografía fue aplaudido por la crítica. Madonna también se presentó en la entrega de los premios Brit el 25 de febrero de ese mismo año. Sin embargo, en el inicio del show una falla de vestuario hizo que la cantante cayera de las escaleras. Más tarde, ella confirmó en su cuenta de Instagram que se encontraba bien y escribió: «Gracias por sus buenos deseos, estoy bien». Tiempo después se reveló que su capa estaba atada y demasiada apretada cuando sus bailarines intentaron sacársela del cuello. Aunque el público quedó en shock, después de varios segundos, Madonna continuó con lo previsto sin mayores dificultades.
Madonna se asoció con la aplicación geosocial, Grindr donde se llevó a cabo un concurso para que cinco usuarios pudieran ser selecciones en una entrevista exclusiva con la artista como parte de su promoción del álbum. El concurso se basó en recrear la portada de Rebel Heart y ponerlo como foto de perfil en la red. Otros ganadores recibirían copias del álbum firmado por la artista. Joe Stone de The Guardian consideró que se trataba de un método de promoción «inteligente», mediante la conexión directa con el público gay de la cantante. Madonna apareció en su primera entrevista en la televisión británica en tres años, en el The Jonathan Ross Show el 26 de febrero de 2015 (emitido el 14 de marzo), donde cantó una versión editada de «Living for Love», así como la primera presentación del sencillo «Ghosttown». El 1 de marzo, viajó a Italia para presentarse en el programa de televisión Che fa che tempo (emitido el 8 de marzo), donde cantó «Devil Pray» y «Ghosttown», mientras que en la entrevista, le habló al presentador Fabio Fazio numerosos temas, incluyendo el proceso y desarrollo del álbum. Al día siguiente, Madonna se presentó en el programa francés Le Grand Journal donde interpretó ambas canciones. También ofreció una entrevista en el programa Today en marzo 9 y 10, donde habló sobre las filtraciones del disco. Madonna apareció por primera vez en el programa The Howard Stern Show el 11 de marzo, en un especial programado para ella. Ahí, la artista habló sobre su vida, sus relaciones personales, así como la confirmación de «Ghosttown» como el segundo sencillo de Rebel Heart.
Madonna también se presentó en el programa estadounidense The Ellen DeGeneres Show por una semana desde el 16 hasta el 20 de marzo. Aquí, interpretó la canción «Living for Love» y la presentadora DeGeneres se unió a Madonna para interpretarla. También cantó «Joan of Arc» y «Ghosttown», así como «Holiday». El 29 de marzo, la artista interpretó «Ghosttown» en la segunda entrega de los premios iHeartRadio Music Awards en Los Ángeles, donde estuvo acompañada por Taylor Swift con la guitarra. Dos días después, Jo Whiley de la BBC Radio 2, la entrevistó y fue la primera vez en su carrera una entrevista de radio de la cantante en el Reino Unido. Finalmente, Madonna apareció en The Tonight Show Starring Jimmy Fallon el 9 de abril, cantando «Bitch I'm Madonna» y «Holiday».

### Rebel Heart Tour

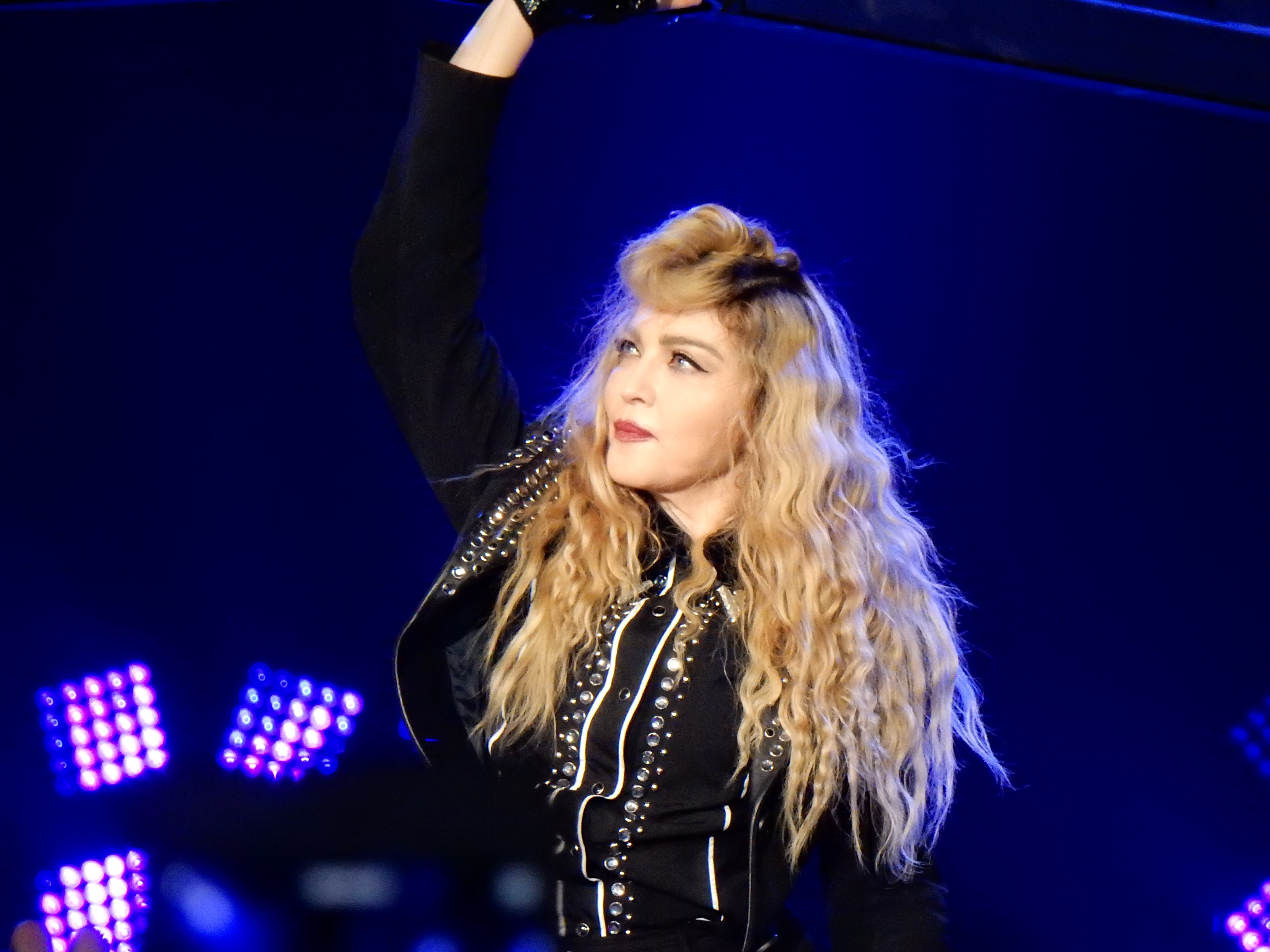
Madonna en París durante su gira Rebel Heart Tour

Para la promoción del disco, Madonna se embarcó en su décima gira mundial, Rebel Heart Tour, con presentaciones en América del Norte, Europa, Asia y Oceanía desde el 9 de septiembre de 2015 hasta el 20 de marzo del siguiente año. Fue la primera vez que se presentaba en Taiwán, Tailandia, Hong Kong, Macao y Filipinas. Además, fue la primera vez en 23 años que la cantante visitaba Puerto Rico y Australia desde el The Girlie Show World Tour de 1993.
Al finalizar el 2015, la gira fue la undécima de mayor recaudación en el mundo, con un total de 88,4 millones de dólares de 49 espectáculos y una audiencia de 693 061 personas. Rebel Heart Tour recaudó un total de US$ 169,8 millones y vendió 1 045 479 boletos en las 82 presentaciones. Con esto, Madonna estableció el récord como el solista musical que más ha recaudado con sus giras desde que iniciara a operar Billboard Boxscore en 1990, con un total de US$ 1.31 mil millones. Es superada solo por The Rolling Stones ($US 1.87 mil millones) y U2 ($US 1.67 mil millones), haciendo de Madonna la primera y única mujer que sobrepasa la marca de los mil millones.

## Impacto

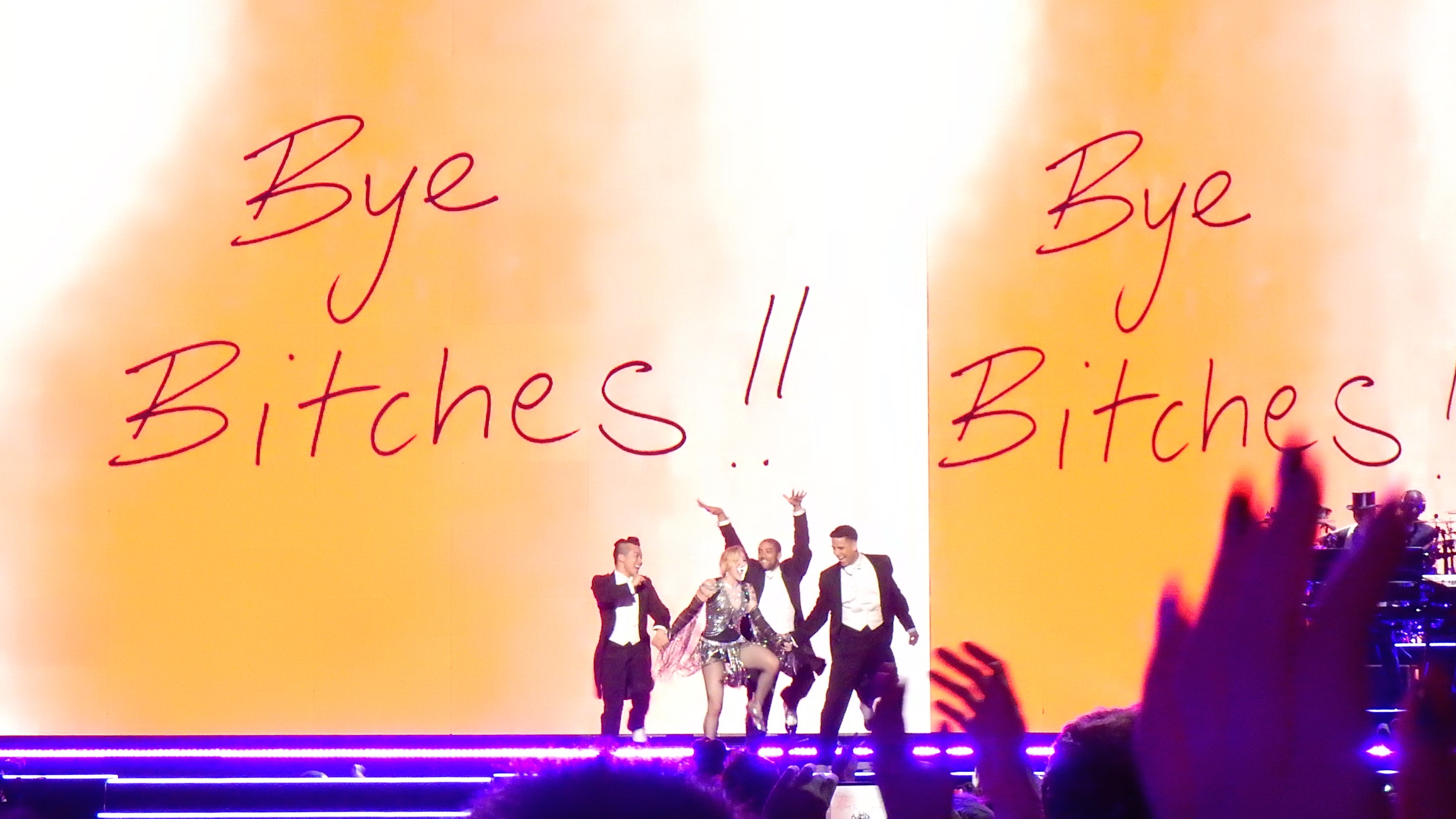
Madonna en la realización del Rebel Heart Tour. El uso de la artista por la palabra «Bitch» ha dado origen a varias referencias en la cultura popular sobre ella, especialmente del tema «Bitch I'm Madonna».

El autor Matthew Rettenmund de la Encyclopedia Madonnica escribió que tras las filtraciones desde «Frozen» (1998) hasta Rebel Heart, Madonna se ha convertido en la artista más afectada al respecto en toda la historia. Agustín Gómez Cascales de la publicación Shangay Express explica que la intérprete ha vuelto a hacer historia porque «nunca antes una estrella pop había logrado que repercutieran positivamente en su carrera de errores incontrolables que habrían hundido la carrera de cualquier otra». El autor de referencia terminó diciendo sobre el asunto:

«La desastrosa filtración de gran parte del material manejado para dar forma a este disco sirvió para generar un interés desmedido por conocer el resultado final. Hoy todo el mundo se siente en parte coproductor del disco, por esa posibilidad de comparar las maquetas y los temas tal y como se han publicado y juzgar, con cierto conocimiento de causa, qué resultado ha tenido el proceso creativo».

Tras la estrategia de Madonna de publicar seis canciones después de haber sufrido filtraciones, rompió récord en iTunes por tener los temas ocupando los primeros seis lugares en más de 48 países. Tan solo «Living for Love» se ubicó en el puesto uno en más de 90 naciones. Durante el lanzamiento del disco, en lugares como la Ciudad de México experimentaron grandes movilizaciones, donde Wenceslao Burciaga de la revista Vice dijo que «Madonna es capaz de desatar estas movilizaciones tan sólo por una simple venta de discos». Con el álbum, la intérprete estableció y extendió varios de sus récords. Entre ellos, ser el acto musical con más número uno acumulados en una lista de Billboard con la canción «Ghosttown», cuando encabezó el Hot Dance Club Songs, siendo su entrada número 45 a esa casilla. El récord pertenecía antes al cantante de country, George Strait (de un total de 44). Con «Bitch I'm Madonna», la artista extendió su propio récord.
Madonna se convirtió en el primer músico en estrenar un vídeo musical en la red social Snapchat con «Living for Love». Artistas como Miley Cyrus recrearon en sus cuentas de redes sociales, la portada de Rebel Heart. En el caso de Cyrus, publicó al pie de la foto: «bitch i'm dj tweaker titz» en referencia al tema de «Bitch I'm Madonna». Tiempo después Miley subió una foto de ella con un gran cartel de publicidad de Rebel Heart, donde escribió en su cuenta de Instagram, «"¡¡¡Rebel Heart Ya está disponible!!!" Fuckkkkk yeahhhhh ❤️❤️❤️ @madonna». Otros artistas como Marilyn Manson, también se pronunciaron a esta era de la artista. Manson comentó: «Estoy interesado en el nuevo álbum de Madonna. Se ve mejor que nunca».
De «Bitch I'm Madonna» se han realizado varias parodias. También fue lanzada en Spotify para su respectiva descarga. Con el uso de la palabra «Bitch» muchos artículos y referencias en la cultura popular están presentes, como las revistas Rolling Stone y Vice que dijeron «Bitch, She's Madonna» y «Bitch, You're Madonna» respectivamente.

Según un reporte de la Official Charts Company, la ceremonia de premiación del 2015 en los Brit, se convirtió en el evento digital más visto de la historia, gracias especialmente a la actuación de Madonna. La British Phonographic Industry (BPI), anunció que el resultado del evento, dio un incremento de actividad de 95% a comparación del show de la entrega anterior.

### Reconocimientos
Antes de ser puesto a la venta, medios de comunicación de varias partes del mundo situaron a Rebel Heart entre los lanzamientos más esperadas del año 2015, incluyendo a publicaciones como la revista Billboard. De la misma manera, al final del año diversos medios lo situaron entre los mejores discos del 2015. Como ejemplo, está su aparición en la revista Rolling Stone por el puesto 45 de los 50 álbumes del año. También fue incluida en la lista de los 20 mejores álbumes pop del 2015, en la posición 6. De manera similar, la revista Spin lo situó en el 21 de su lista y el editor Andrew Unterberger comentó: «Para muchos artistas que pasan décadas enteras definiendo el mainstream, el título Rebel Heart en un álbum pareciera equívocado, pero para Madonna, esto es más cierto que nunca». Allmusic lo agregó en su lista de los «álbumes de pop favoritos del 2015».
Otros medios destacados donde han incluido a Rebel Heart ha sido Digital Spy. El disco apareció en la tabulación del sitio, en el número 10 del ranking sobre 25 álbumes. El editor musical para la Associated Press, Mesfin Fekadu lo situó en el número cinco y dijo: 

«La mayoría de los discos de los artistas consagrados de 2015 fueron un fracaso, pero Rebel Heart de Madonna es un clásico contemporáneo que opaca a las artistas femeninas de la mitad de su edad. Es una desgracia que las estaciones de radio pop no le dieron el espacio a este disco que pudo tener muchos éxitos, de "Bitch I'm Madonna" a "Joan of Arc"».

Billboard situó la portada de la versión de lujo, entre las mejores del 2015. También, su gira Rebel Heart Tour se ganó los elogios de los críticos. El diario hondureño El Heraldo comentó que «[una vez más], Madonna reinventa el pop».

## Lista de canciones
| Rebel Heart — Edición estándar |                                               |                                                                                        |          |  |
| N.º                            | Título                                        | Escritor(es)                                                                           | Duración |  |
| 1.                             | «Living for Love»                             | Madonna Thomas Wesley Pentz Maureen McDonald Toby Gad Ariel Rechtshaid Uzoechi Emenike | 3:40     |  |
| 2.                             | «Devil Pray»                                  | Madonna Tim Bergling Carl Falk Rami Yacoub Savan Kotecha                               | 4:06     |  |
| 3.                             | «Ghosttown»                                   | Madonna Jason Evigan Sean Douglas Evan Bogart                                          | 4:10     |  |
| 4.                             | «Unapologetic Bitch»                          | Madonna Pentz Rechtshaid McDonald Gad                                                  | 3:51     |  |
| 5.                             | «Illuminati»                                  | Madonna Gad McDonald Larry Griffin Jr. Mike Dean                                       | 3:45     |  |
| 6.                             | «Bitch I'm Madonna» (con Nicki Minaj)         | Madonna Pentz Rechtshaid McDonald Gad Onika Maraj                                      | 3:47     |  |
| 7.                             | «Hold Tight»                                  | Madonna Pentz Gad McDonald Emenike                                                     | 3:38     |  |
| 8.                             | «Joan of Arc»                                 | Madonna Gad McDonald Griffin Jr.                                                       | 4:02     |  |
| 9.                             | «Iconic» (con Chance the Rapper y Mike Tyson) | Madonna Gad McDonald Griffin Jr. Chancelor Bennett Dacoury Natche Michael Tucker       | 4:35     |  |
| 10.                            | «HeartBreakCity»                              | Madonna Bergling Tobias Jimson Arash Pournouri Paloma Stoecker                         | 3:33     |  |
| 11.                            | «Body Shop»                                   | Madonna Gad McDonald Griffin Jr. Natche Tucker                                         | 3:40     |  |
| 12.                            | «Holy Water»                                  | Madonna Martin Kierszenbaum Natalia Cappuccini Dean                                    | 4:10     |  |
| 13.                            | «Inside Out»                                  | Madonna Evigan Dean                                                                    | 4:22     |  |
| 14.                            | «Wash All Over Me»                            | Madonna Bergling Dean Pournouri Magnus Lidehäll                                        | 4:00     |  |

| Rebel Heart — Edición estándar Media Markt (bonus track) |                  |               |          |  |
| N.º                                                      | Título           | Escritor(es)  | Duración |  |
| 15.                                                      | «Auto-Tune Baby» | Madonna Pentz | 4:00     |  |

| Rebel Heart — Edición de lujo |                            |                                       |          |  |
| N.º                           | Título                     | Escritor(es)                          | Duración |  |
| 15.                           | «Best Night»               | Madonna Pentz Rechtshaid McDonald Gad | 3:33     |  |
| 16.                           | «Veni Vidi Vici» (con Nas) | Madonna Pentz Rechtshaid McDonald Gad | 4:40     |  |
| 17.                           | «S.E.X.»                   | Madonna Gad McDonald Griffin Jr. Dean | 4:12     |  |
| 18.                           | «Messiah»                  | Madonna Bergling Pournouri Lidehäll   | 3:22     |  |
| 19.                           | «Rebel Heart»              | Madonna Bergling Pournouri Lidehäll   | 3:22     |  |

| Rebel Heart – Edición de lujo Media Markt (bonus track) |                  |               |          |  |
| N.º                                                     | Título           | Escritor(es)  | Duración |  |
| 20.                                                     | «Auto-Tune Baby» | Madonna Pentz | 4:00     |  |

| Rebel Heart – Edición de lujo japonesa (bonus track) |                                     |                                               |          |  |
| N.º                                                  | Título                              | Escritor(es)                                  | Duración |  |
| 20.                                                  | «Living for Love» (Dirty Pop Remix) | Madonna Pentz McDonald Gad Rechtshaid Emenike | 4:59     |  |

| Rebel Heart – Edición de lujo Fnac (Disco 2) |                                          |                                               |          |  |
| N.º                                          | Título                                   | Escritor(es)                                  | Duración |  |
| 1.                                           | «Living for Love» (Thrill Remix)         | Madonna Pentz McDonald Gad Rechtshaid Emenike | 5:11     |  |
| 2.                                           | «Living for Love» (Offer Nissim Dub Mix) | Madonna Pentz McDonald Gad Rechtshaid Emenike | 7:12     |  |

| Rebel Heart – Edición súper de lujo (Disco 2) / EP digital |                                                      |                                                               |          |  |
| N.º                                                        | Título                                               | Escritor(es)                                                  | Duración |  |
| 1.                                                         | «Beautiful Scars»                                    | Madonna Rick Nowels Natche Tucker                             | 4:19     |  |
| 2.                                                         | «Borrowed Time»                                      | Madonna Bergling Falk Yacoub Kotechas Pournouri Natche Tucker | 3:24     |  |
| 3.                                                         | «Addicted»                                           | Madonna Bergling Falk Yacoub Kotechas                         | 3:33     |  |
| 4.                                                         | «Graffiti Heart»                                     | Madonna Gad McDonald Griffin Jr.                              | 3:40     |  |
| 5.                                                         | «Living for Love» (Paulo & Jackinsky Full Vocal Mix) | Madonna Pentz McDonald Gad Rechtshaid Emenike                 | 7:14     |  |
| 6.                                                         | «Living for Love» (Funk Generation & H3drush Dub)    | Madonna Pentz McDonald Gad Rechtshaid Emenike                 | 6:07     |  |

## Posicionamiento en listas
| País (Lista)                       | Mejor posición |
| ---------------------------------- | -------------- |
| Alemania                           | 1              |
| Argentina (Lista mensual)          | 9              |
| Australia                          | 1              |
| Australia (Digital Albums)         | 1              |
| Austria                            | 1              |
| Bélgica (Flandes)                  | 1              |
| Bélgica (Valonia)                  | 2              |
| Brasil                             | 4              |
| Canadá                             | 1              |
| Corea del Sur Versión de lujo      | 1              |
| Corea del Sur Versión estándar     | 7              |
| Croacia                            | 3              |
| Dinamarca                          | 2              |
| Escocia                            | 3              |
| España                             | 1              |
| Estados Unidos (Billboard 200)     | 2              |
| Estados Unidos (Digital Albums)    | 1              |
| Estados Unidos (Top Album Sales)   | 1              |
| Estados Unidos (Tastemaker Albums) | 1              |
| Finlandia                          | 2              |
| Francia                            | 3              |
| Grecia                             | 3              |
| Hungría                            | 1              |
| Irlanda                            | 5              |
| Italia                             | 1              |
| Japón                              | 8              |
| Japón (internacional)              | 1              |
| México                             | 2              |
| Noruega                            | 2              |
| Nueva Zelanda                      | 7              |
| Países Bajos                       | 1              |
| Polonia                            | 5              |
| Portugal                           | 1              |
| República Checa                    | 1              |
| Reino Unido (Albums Chart Top 100) | 2              |
| Reino Unido (Album Sales)          | 2              |
| Reino Unido (Download Chart)       | 1              |
| Reino Unido (Physical Albums)      | 3              |
| Reino Unido (Upadte Chart)         | 1              |
| Rusia                              | 2              |
| Suecia                             | 10             |
| Suiza                              | 1              |

| País (Lista 2015)                | Posición |
| -------------------------------- | -------- |
| Alemania                         | 65       |
| Bélgica (Flandes)                | 46       |
| Bélgica (Valonia)                | 51       |
| Canadá                           | 39       |
| Corea del Sur                    | 23       |
| Croacia                          | 15       |
| Estados Unidos (Billboard 200)   | 151      |
| Estados Unidos (Top Album Sales) | 78       |
| Italia                           | 22       |
| Japón                            | 109      |
| México                           | 69       |
| Países Bajos                     | 43       |
| Reino Unido                      | 78       |
| Suiza                            | 61       |

## Certificaciones y ventas
| País (organismo certificador) | Certificación | Ventas  |
| ----------------------------- | ------------- | ------- |
| Austria (IFPI - Austria)      | Oro           | 7 500   |
| Brasil (ABPD)                 | Oro           | 20 000  |
| Corea del Sur (GAON)          | —             | 3 375   |
| Estados Unidos (RIAA)         | —             | 238 000 |
| Francia (SNEP)                | Oro           | 50 000  |
| Italia (FIMI)                 | Platino       | 50 000  |
| México (AMPROFON)             | Oro           | 30 000  |
| Polonia (ZPAV)                | Oro           | 10 000  |
| Reino Unido (BPI)             | Oro           | 100 000 |

## Historial de lanzamiento
| Región         | Fecha               | Formato          | Edición                                                               | Compañía                             | Ref.    |
| -------------- | ------------------- | ---------------- | --------------------------------------------------------------------- | ------------------------------------ | ------- |
| Australia      | 6 de marzo de 2015  | CD               | - De lujo                                                             | Universal Music                      | [ 227 ] |
| Alemania       | 6 de marzo de 2015  | CD               | - Estándar - de lugo - super de lujo - Media Markt estándar y de lujo | Universal Music                      | [ 228 ] |
| Francia        | 9 de marzo de 2015  | CD               | - Estándar - de lujo - super de lujo - Fnac de lujo                   | Polydor                              | [ 229 ] |
| Nueva Zelanda  | 9 de marzo de 2015  | CD               | - Estándar - de lujo - super de lujo                                  | Universal Music                      | [ 230 ] |
| Suecia         | 9 de marzo de 2015  | CD               | - Estándar - de lujo - super de lujo                                  | Universal Music                      | [ 231 ] |
| Reino Unido    | 9 de marzo de 2015  | CD               | - Estándar - de lujo - super de lujo                                  | Polydor                              | [ 232 ] |
| Canadá         | 10 de marzo de 2015 | CD               | - Estándar - de lujo                                                  | Universal Music                      | [ 233 ] |
| Estados Unidos | 10 de marzo de 2015 | CD               | - Estándar - de lujo - super de lujo - LP                             | - Boy Toy - Live Nation - Interscope | [ 234 ] |
| Mundo          | 10 de marzo de 2015 | Descarga digital | - Estándar - de lujo                                                  | - Boy Toy - Live Nation - Interscope | [ 235 ] |
| Japón          | 11 de marzo de 2015 | CD               | - De lujo                                                             | Universal Music                      | [ 236 ] |
| Japón          | 18 de marzo de 2015 | CD               | - Super de lujo                                                       | Universal Music                      | [ 237 ] |
| Alemania       | 27 de marzo de 2015 | LP               | - De lujo                                                             | Universal Music                      | [ 238 ] |
| Suecia         | 27 de marzo de 2015 | LP               | - De lujo                                                             | Universal Music                      | [ 239 ] |
| Francia        | 30 de marzo de 2015 | LP               | - De lujo                                                             | Polydor                              | [ 240 ] |
| Reino Unido    | 30 de marzo de 2015 | LP               | - Estándar                                                            | Polydor                              | [ 241 ] |

## Crédito y personal
| - Madonna: voz, productora - Avicii: teclado, programador, productor - Salem Al Fakir: productor, voz de apoyo, banda de marcha, llave, guitarras, director de orquesta - Mike Dean: productor, guitarra, teclado, programación de batería, bajo eléctrico, programador adicional, ingeniero, mezclador - Demacio «Demo» Castellon: programador adicional, ingeniero de audio, mezclador - DJ Dahi: voz de apoyo, programador, productor, productor adicional - Toby Gad: voz de apoyo, programador, productor, mezclador, guitarra - Vincent Pontare: voz de apoyo, productor, edición de voz - Carl Falk: productor, programador, guitarras, teclado - AFSHeeN: músico, programador, instrumentos, productor | - Josh Cumbee: músico, programador, instrumentos, productor - Stephen Kozmeniuk: músico, programador, instrumentos - Dan Warner: programador, instrumentos (guitarra) - Lee Levin: programador, instrumentos - Kanye West: productor - Nicki Minaj: voz - Chance the Rapper: voz - L.A. Orchestra: músico - Mike Tyson: voz - Alicia Keys: piano - Nas: voz - MNEK: voz de apoyo - Santell: voz de apoyo - MoZella: voz de apoyo - Joacim Ottebjork: bajo - Abel Korzeniowski: violonchelo eléctrico | - London Community Gospel Choir: voz de apoyo - Diplo: artista invitado, productor - Jason Evigan: voz de apoyo, productor - Shelco Garcia y Teenwolf: músico, productor - Michael Diamond: programador, productor - Billboard: productor, productor adicional - Magnus Lidehäll: programador, productor - Ariel Rechtshaid: productor - Charlie Heat: productor, coproductor - Astma & Rocwell: productor - Travis Scott: productor adicional - Nick Rowe: ingeniero - Angie Teo: mezclador, - Ann Mincieli: grabación - Ron Taylor: editor de Pro Tools - Noah Goldstein: ingeniero, mezclador - Aubry «Big Juice» Delaine: ingeniero - Zeke Mishanec: grabación - Rob Suchecki: grabación |

Fuente: Créditos y personal adaptados de la página Madonna.com